# Lichtgevoelige ganglioncel

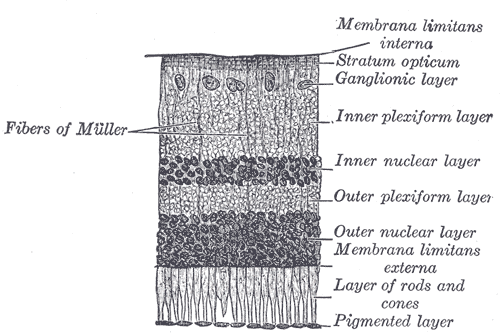
Doorsnede van het netvlies. Het licht komt van boven en gaat door de lagen van ganglioncellen voor het de staafjes (rods) en kegeltjes (cones) bereikt. In de jaren '90 is ontdekt dat sommige retinale ganglioncellen ook licht detecteren.

Lichtgevoelige ganglioncellen of intrinsiek fotosensitieve retinale ganglioncellen (ipRGC) vormen een speciale klasse van zenuwcellen die aanwezig zijn in het netvlies van zoogdieren. Ze werden ontdekt in de jaren 1990. Ze vormen een derde type lichtgevoelige cel, naast de bekende staafjes en kegeltjes.
De retinale ganglioncellen dienen vooral voor het verzamelen en doorgeven van de signalen die de staafjes en kegeltjes leveren. Slechts 1 tot 3% van deze cellen is lichtgevoelig. Vergeleken met de staafjes en kegeltjes reageren de lichtgevoelige ganglioncellen veel langzamer op licht. Ze lijken van geen of weinig belang voor het vormen van beelden, maar wel voor
- het regelen van het circadiane ritme door via de tractus retinohypothalamicus informatie door te geven aan de hersenen
- het regelen van de grootte van de pupil
- de productie van melatonine door de pijnappelklier.